# Добромирка
Доброми́рка (болг. Добромирка) — село в Габровській області Болгарії. Входить до складу общини Севлієво.

## Населення
За даними перепису населення 2011 року у селі проживали 727 осіб.
Національний склад населення села:
| Національність   | Кількість осіб | Відсоток |
| ---------------- | -------------- | -------- |
| болгари          | 510            | 73,6%    |
| турки            | 134            | 19,3%    |
| цигани           | 44             | 6,3%     |
| Всього відповіли | 693            |          |

Розподіл населення за віком у 2011 році:
Динаміка населення: